# Oxysarcodexia aureiceps
Oxysarcodexia aureiceps är en tvåvingeart som först beskrevs av Macquart 1855.  Oxysarcodexia aureiceps ingår i släktet Oxysarcodexia och familjen köttflugor. Inga underarter finns listade i Catalogue of Life.